# Göte (Vorname)
Göte ist ein männlicher Vorname.

## Herkunft und Bedeutung
Der Name ist die schwedische Form des altnordischen Namens Gauti, abgeleitet von gautr, was Goten bedeutet.
Die weibliche Variante ist Göta.
Varianten in anderen Sprachen sind unter anderem Gautselin, Gozzo, Gauti, Gaute, Gosse, Jocelyn, Josselin und Joscelin.

## Bekannte Namensträger
- Göte Almqvist (1921–1994), schwedischer Eishockeyspieler
- Göte Blomqvist (1928–2003), schwedischer Eishockeyspieler
- Göte Fyhring (* 1929), schwedischer Schauspieler
- Göte Hagström (1918–2014), schwedischer Hindernisläufer
- Göte Hass (* 1933), schwedischer Kaufmann, Gründer des Modelabels „Marc O’Polo“
- Göte Turesson (1892–1970), schwedischer Botaniker
- Göte Wälitalo (* 1956), schwedischer Eishockeytorwart und -trainer
- Göte Wilhelmson  (1918–2014), schwedischer Jazzmusiker und Musikproduzent